# Kanton Les Abymes-1
Der Kanton Les Abymes-1 ist ein französischer Wahlkreis im Übersee-Département Guadeloupe. Er umfasst einen Teil der Gemeinde Les Abymes. 